# Рыцарь Пламенеющего Пестика
«Ры́царь Пламене́ющего Пе́стика» (англ. The Knight of the Burning Pestle) — комедия английского драматурга Фрэнсиса Бомонта, впервые поставленная в 1607 году детской труппой в лондонском театре «Блэкфрайерс».
Одна из двух сохранившихся пьес Бомонта, написанных им самостоятельно, без постоянного соавтора Джона Флетчера. Согласно предисловию к изданию 1613 года, создана всего за 8 дней.

## Публикации
Пьеса издавалась ин-кварто в 1613 и 1635 годах. В первом фолио Бомонта и Флетчера (1647) она отсутствует, но включена во второе фолио (1679).
Русский перевод, выполненный Полиной Мелковой, впервые был опубликован в 1956 году; во второй, доработанной редакции, — в составе двухтомного собрания сочинений Бомонта и Флетчера в 1965 году.

## Содержание пьесы
Дети-актёры начинают показывать сентиментальную бытовую комедию из городской жизни под названием «Лондонский купец». Однако присутствующие в зале двое подсадных зрителей — Бакалейщик и Жена бакалейщика — выражают недовольство спектаклем; они спорят со служителями театра и персонажами комедии, принимаются руководить представлением и внедряют в пьесу своего подмастерья Рейфа в качестве странствующего рыцаря (пестик, носимый рыцарем-Рейфом на щите, — символ профессии бакалейщиков, часто толкущих в ступке различные специи).
Пародированием рыцарских романов «Рыцарь Пламенеющего Пестика» напоминает написанного примерно в те же годы «Дон Кихота» Мигеля де Сервантеса. Кроме того, в пьесе комически обыгрываются некоторые популярные тогда английские пьесы — «Четыре лондонских подмастерья» Томаса Хейвуда, «Праздник башмачника» Томаса Деккера, первая часть «Генриха IV» Вильяма Шекспира, «Тамерлан Великий» Кристофера Марло, «Испанская трагедия» Томаса Кида.
В акте V, сцене 3, где Рейф появляется на сцене с простреленной головой и произносит предсмертный монолог, — одно из наиболее известных использований классического шутовского аксессуара: якобы продетой через голову актёра стрелы с дужкой (ремарка: «Enter Rafe, with a forked arrow through his head»).

## Восприятие
При первой постановке комедия провалилась: экспериментальная пьеса с необычной структурой, широко использующая элементы пародии и метатеатра, с первых же строк ломающая «четвёртую стену», была плохо принята современниками автора; об этом упоминает издатель в предисловии к первой публикации. В следующих поколениях, однако, к «Рыцарю Пламенеющего Пестика» выработался достаточно заметный и устойчивый интерес, сохраняющийся по сей день. Имеются свидетельства о популярности пьесы уже в середине 1630-х годов; в XX—XXI веках она неоднократно ставилась в Великобритании и США.
Так, в постановке театра «Олд Вик» 1932 года участвовали Ральф Ричардсон (Рейф) и Сибил Торндайк (Жена бакалейщика).
В спектакле Королевской шекспировской компании 1981 года роль Рейфа играл двадцатичетырёхлетний Тимоти Сполл; родившийся в 1983 году сын актёра, Рейф Сполл, был назван в честь этого персонажа — и сам исполнил ту же роль в 2005 году на сцене театре «Барбикан».
Поставивший пьесу в 2014 году Доминик Дромгул, художественный руководитель восстановленного театра «Глобус», характеризовал «Рыцаря Пламенеющего Пестика» как «отца постмодернистской комедии».
В 1938 году корпорацией Би-би-си был показан телефильм по пьесе.
Монолог «Тебе я, Лондон, опишу веселый месяц май» («London, to thee I do present the merry month of May»; акт IV, сцена 5), произносимый Рейфом в наряде «майского короля», использован композитором Бенджамином Бриттеном в финале его «Весенней симфонии» (1949).